# Julius Heyman
Julius Heyman (* 17. Dezember 1863 in Diez an der Lahn, Deutschland; † 17. Oktober 1925 in Frankfurt am Main) war ein Frankfurter Bankier und Kunstsammler.

## Herkunft
Als Sohn des jüdischen Kaufmanns und Bankiers Wolf Heyman und seiner Frau Mina, geb. Seckel, wurde Julius am 17. Dezember 1863 in Diez an der Lahn geboren. Die Familie zog 1872 nach Frankfurt, in den Heimatort der Mutter, um und erwarb das Haus Palmstraße 16. Julius Heyman wuchs als Einzelkind auf, denn sein älterer Bruder war bereits vor seiner Geburt gestorben. Auch die Mutter verstarb früh, so dass er allein mit seinem Vater aufwuchs und im traditionellen jüdischen Glauben erzogen wurde. Julius Heyman besuchte das jüdische Gymnasium Philanthropin. Mit 14 Jahren begann er eine Banklehre in Frankfurt mit weiterer Ausbildung in Berlin und Paris. Von 1893 bis 1902 leitete er ein kleines Bankgeschäft in der Mainzerstr. 53 gemeinsam mit seinem Partner Zacharias Lorch. Mit dem Tod seines Vaters 1894 vollzog sich eine entscheidende Wende in seinem Leben. Er sammelte Kunst und richtete ein Privatmuseum ein. Er blieb unverheiratet, hatte aber die Kindergärtnerin Maria Wagner (1894–1981) zur Lebensgefährtin. Als gesonderte Abteilung des Städtischen Historischen Museums vermachte Heyman 1924 seine Sammlung und sein Wohnhaus testamentarisch der Stadt Frankfurt. Er starb am 17. Oktober 1925.

## Kunstinteresse
Auf mehreren Reisen in den 1890er Jahren durch ganz Europa hatte Julius Heyman offenbar seinen Kunstgeschmack ausgebildet und geschärft. Dies führte zunächst zum Erwerb zahlreicher qualitätsvoller Werke von zeitgenössischen Künstlern wie Anton Burger, Ludwig Thoma, Peter Burnitz oder Jakob Nussbaum. Julius Heyman war einer der eigenwilligsten Frankfurter Sammler, der sich durch hohes Kunstverständnis und akribische Sammelleidenschaft auszeichnete. Mit der Einrichtung eines Privatmuseums im Stil der Gotik und Renaissance schuf er ein „Gesamtkunstwerk“ und für sich eine Lebenswelt, deren ästhetische Anordnung von ihm eigenhändig und nach eigenem Gutdünken mit viel Sorgfalt komponiert wurde. Seine Sammlung bewies guten Geschmack und verhalf ihm zu Prestige und öffentlicher Anerkennung in Sammlerkreisen. Heyman verfasste 1905 eine umfangreiche Publikation über seine Sammlung und seine Sammlungsintentionen, die durchaus den wissenschaftlichen und kunsthistorischen Ansprüchen seiner Zeit entsprach, und 1922 einen sehr fachkundigen Aufsatz über Fayencen. Er beteiligte sich aktiv am Kunst- und Kulturleben seiner Stadt, verlieh seine Exponate an alle bedeutenden Ausstellungen in Frankfurt von 1912 bis 1925. Auch gehörte er zahlreichen kulturpolitischen wie sozialen Vereinen und Verbänden an, wie etwa der „städtischen Kommission für Kunst- und Altertumsgegenstände“, deren Mitglied er von 1906 bis 1920 war – er nahm in Frankfurt eine öffentliche Stellung ein. Er besuchte Sammlungen und Auktionen etwa in Köln, München, Luzern. Der Besuch des Schweizerischen Landesmuseums hatte ihn dazu inspiriert, in seinem Wohnhaus komplette Räume im Stil der Gotik und Renaissance einzurichten.
Hierfür war ihm kein Aufwand zu groß; seine Publikation von 1905 beschreibt eine hervorragende Sammlung, die er sorgfältig ausbaute, um sie seiner Vaterstadt als Privatmuseum zu stiften. In Frankfurt herrschte um 1900 eine außerordentliche Sammlungsvielfalt. Sie reichte von den hervorragenden Sammlungen der zeitgenössischen Moderne über die der Kunst der Alten Meister bis zu Sammlern, die ihren Schwerpunkt auf gotische Skulpturen legten.

## Das Vermächtnis und seine Zerstörung
Julius Heyman vermachte 1924 seine Sammlung und sein Wohnhaus der Stadt Frankfurt am Main unter der Bedingung, dass die Sammlung mindestens 100 Jahre unzertrennt bestehen bleiben sollte. Außerdem sollte die Palmstraße nach dem Stifter benannt werden. Am 19. Januar 1926 wurde in einer außerordentlichen Stadtrats-Sitzung die Schenkung Heymans angenommen. Deren Wert war von drei amtierenden Museumsdirektoren auf 500.000 bis 1.000.000 Mark geschätzt worden. Ab dem 16. Oktober 1928 war das „Julius Heyman Museum“ in der Heymanstraße der interessierten Öffentlichkeit mit freiem Eintritt zugänglich.
Ab 1938 begann der schleichende, aber stetige Prozess der Auflösung des Museums. Den Stifterwillen Heymans hatte die Erbin nicht respektiert – ab 1939 begann die Auflösung der Sammlung mit dem Einverständnis fast aller verantwortlichen Kuratoren, Museums- und Amtsleiter. Entgegen den Bestimmungen des Testaments und dem Stifterwillen wurde die Sammlung Heyman auf andere Frankfurter Museen verteilt wie die Städtische Galerie, das Liebieghaus und das Kunstgewerbemuseum. Ernstotto zu Solms-Laubach, der Direktor des Historischen Museums Frankfurt, veranlasste außerdem den Verkauf wertvoller Sammlungsbestände an den Kunsthandel. Die Julius-Heyman-Straße wurde wieder umbenannt, und Maria Heyman-Wagner, die Adoptivtochter des Sammlers, musste gezwungenermaßen auf ihr testamentarisch verfügtes Wohnrecht auf Lebzeiten verzichten. Von den vielen Sammlungsgegenständen und Möbeln sind nicht sehr viele hier im Museumsdepot geblieben. Heute betreibt das Historische Museum Frankfurt ein Forschungsprojekt über das Schicksal dieser einzigartigen Privatsammlung. Aber selbst wenn fehlende Objekte wieder aufgespürt werden können – unwiederbringlich verloren sind die Ensembles und historischen Zimmer, die Julius Heyman damit gestaltet hatte.